# Дубищанський провулок
Дубища́нський прову́лок — провулок у Оболонському районі міста Києва, котеджний комплекс «Італійський квартал». Пролягає від Редчинської вулиці до кінця забудови.

## Історія
Провулок виник у першій половині 2010-х років як вулиця без назви. Сучасна назва — з 2014 року, на честь урочища Дубище, розташованого неподалік.